# Палм-Шорс (Флорида)
Палм-Шорс (англ. Palm Shores) — місто (англ. town) в США, в окрузі Бревард штату Флорида. Населення — 1200 осіб (2020).

## Географія
Палм-Шорс розташований за координатами 28°11′32″ пн. ш. 80°39′35″ зх. д. / 28.19222° пн. ш. 80.65972° зх. д. (28.192129, -80.659603).  За даними Бюро перепису населення США в 2010 році місто мало площу 1,48 км², уся площа — суходіл.

## Демографія
Згідно з переписом 2010 року, у місті мешкало 900 осіб у 397 домогосподарствах у складі 245 родин. Густота населення становила 610 осіб/км².  Було 443 помешкання (300/км²).
Расовий склад населення:
| - 84,4 % — білих - 6,8 % — чорних або афроамериканців - 2,8 % — азіатів - 0,1 % — вихідців з тихоокеанських островів - 0,1 % — корінних американців - 1,1 % — осіб інших рас |

До двох чи більше рас належало 4,7 %. Частка іспаномовних становила 7,2 % від усіх жителів.
За віковим діапазоном населення розподілялося таким чином: 19,3 % — особи молодші 18 років, 64,8 % — особи у віці 18—64 років, 15,9 % — особи у віці 65 років та старші. Медіана віку мешканця становила 46,9 року. На 100 осіб жіночої статі у місті припадало 98,2 чоловіків;  на 100 жінок у віці від 18 років та старших — 103,9 чоловіків також старших 18 років.
Середній дохід на одне домашнє господарство  становив 74 360 доларів США (медіана — 74 500), а середній дохід на одну сім'ю — 92 406 доларів (медіана — 98 611). Медіана доходів становила 62 583 долари для чоловіків та 39 135 доларів для жінок. За межею бідності перебувало 10,2 % осіб, у тому числі 8,7 % дітей у віці до 18 років та 11,6 % осіб у віці 65 років та старших.
Цивільне працевлаштоване населення становило 516 осіб. Основні галузі зайнятості: освіта, охорона здоров'я та соціальна допомога — 15,1 %, публічна адміністрація — 14,3 %, мистецтво, розваги та відпочинок — 14,1 %.